# Мале хидроелектране Електропривреде Србије
Мале хидроелектране Електропривреде Србије подигнуте од 1900. до 1940. су не само хидроенергетска постројења која производе струју већ и културно-историјски споменици Србије као њен светли део техничког развоја. Оне данас представљају почетак модерног доба у Србији, поготову оних неколоко, најстаријих које и данас активно раде: „Хидроелектрана „Под градом“ (која је прва српска електрана која је радила по принципима Теслиних полифазних струја, само четири године након хидроелектране на Нијагари у којој је Тесла први пут применио тај принцип); затим Хидроелектрана Вучје, далеководом повезана са Лесковца, који је означио почетак преносног система у Србији); Хидроелектрана „Света Петка“; Хидроелектрана Гамзиград и Хидроелектрана Моравица, које су Лесковц, Ниш, Зајечар, и малену Ивањицу осветлиле „електриком“ још пре сто и више година.

## Дефиниција МХЕ
Не постоји тачна дефиниција малих хидроелектрана. Португал, Шпанија, Ирска, Грчка и Белгија су прихватиле 10 MW као горњу границу инсталиране снаге за мале хидроелектране. У Италији је та граница 3 MW, у Шведској 1,5 MW, у Француској 8 MW, у Индији 15 MW.
У Европи се све више прихвата капацитет од 10 MW инсталиране снаге као горња граница, да би нека хидроелекатрана била проглашена малом. Ту границу је подржала Еврпска комисија и она је општеприхваћена у већини земаља Еврпске уније. Како је Електропривреда Србије, као будућа чланица ЕУ прихватила је овај став и све хидроелектране у њеном саставу, чија је инсталирана снага мања од 10 MW,  прогласила је за мале хидроелектране (МХЕ).

## Општи услови за пројектовање и изградњу МХЕ у Србији
Закон о водама Републик Србије је мале хидроелектране, снаге до 10 MW, сврстао у објекте за коришћење вода, односно за производњу електричне енергије, за које су прописани следећи општи услови за пројектовање и изградњу:
- да се захваћена вода после искоришћења енергије (проласка кроз турбине) врати у водоток;
- да се обезбеђује њихово вишенаменско коришћење, са обавезном наменом за заштиту од поплава;
- да се не умањи степен заштите од штетног дејстава воде у зони објекта и не отежава спровођење мера заштите;
- да се не умањи количина воде и не спречава коришћење воде за потребе других корисника, посебно за водоснабдевање; и
- да се не погоршавају услови санитарне заштите и не утиче негативно на стање животне средине.

## Мале хидроелектране изграђене у Краљевини Србији и Краљевини Југославији
Мале хидроелектране изграђене у Србији од 1900. до 1940. године биле су у време пуштања у рад (неке од њих), по својој снази, највеће у Србији. Данас, се оне називају малим електранама, како је и одређено разним актима Електопривреде Србије, јер све имају инсталисану снагу испод 10 мегавата.
Овој групи хидроелектрана, које раде и данас, ЕПС посвећује велику пажњу и непрестано их ревитализује. Тиме Србија истовремено чува културну традицију градитељства и техничког развоја електрификације Србије, заснованог на принципима Теслиних полифазних струја и истовремено потврђује давно изражено опредељење да развија обновљиве изворе енергије и производи, „зелене“ киловат-сате. У обнову ових (најстаријих) хидроелектрана и још седам – подигнутих од 1948. до 1989. године, ЕПС ће у будућности уложити око 80 милиона евра, и тако снагу малих електрана у Србији повећаћати за 80 МW.

### МХЕ „Под Градом”
| Локација                   | Ужице |
| Држава у којој је основана | Краљевина Србија |
| Оснивач                    | Акционарског друштва „Ткачке радионице у Ужицу”. |
| Пуштена у рад              | 3. маја 1899. |
| Тип бране                  | Ниски бетонски праг |
| Грађевинска висина         | 4,5 m |
| Водоток                    | Ђетиња |
| Слив                       | Западна Морава |
| Инсталисани проток         | 2,3 m3/s |
| Инсталисана снага          | 0,36 MW |
| Турбине                    | - Две Francis турбине, произвођача „Ganz & Co. Danubius“ (1900) - Једна Francis турбина, произвођача „J. M. Voith Heidenheim“ (1904)                                                                                                 |
| Генератори                 | - Два генератора трофазне наизменичне струје, произвођача „Osterreichische Siemens – Werke Wien“ (1900) - снага: 64 kW и 100 kW - Један генератор трофазне наизменичне струје, произвођача „Siemens - Halske“ (1904) - снага: 200 kW |
| Могућа годишња производња  | 0,26 GWh |
| Културно-историјски значај | Културно добро |

Због већих проблема на грађевинском делу објекта електране,  уочених 2004/2005. године привремено је обустављен рад МХЕ. Токо 2007. године, а радило се и на брани, слапишту, рибљој стази и пешачком делу ка њој а саниран је и грађевински део електране. Планирано је да се у наредном периоду ремонтује генератор и да се рад електране аутоматизује.

### МХЕ „Вучје”
| Локација                   | Вучје |
| Држава у којој је основана | Краљевина Србија |
| Оснивач                    | „Лесковачко електрично друштво А. Д“. |
| Пуштена у рад              | 24. децембара 1903. |
| Тип бране                  | Тиролски бочни водозахват |
| Грађевинска висина         | - |
| Водоток                    | Вучјанка |
| Слив                       | Јужна Морава |
| Инсталисани проток         | 1,35 m3/s |
| Инсталисана снага          | 0,93 MW |
| Турбине                    | Три Pelton турбине, произвођача „J. M. Voith Heidenheim“ (1900 и 1931) |
| Генератори                 | Два генератора трофазне наизменичне струје, произвођача „Siemens & Halske“ (1900) - снага: по 144 kW Један генератор трофазне наизменичне струје, произвођача „Siemens“ (1931) - снага: 640 kW |
| Могућа годишња производња  | 3,00 GWh |
| Културно-историјски значај | Ставњена на листу „Milestone“ – светске баштине као објекат, проналазака и достигнуће од општег значаја за развој и историју електротехнике у свету                                            |

Реконструкција
Највеће улагања у реконструкцију МХЕ „Вучје“ била су поводом обележавања стогодишњице рада. Тако је 2002/2003. године извршена ревитализација два старија агрегата и детаљно је реновиран грађевински део електране, а 2005. извршена је санација водозахвата и доводног канала.
Светска баштина
Током 2005. године  IEEE (Institute of Electrical and Electronics Engineers) уврстио је МХЕ „Вучје“ у програм „Milestone“ – листу објеката, проналазака и достигнућа од општег значаја за развој и историју електротехнике у свету. Тако је МХЕ „Вучје“ постала део светске баштине из области
електротехнике.

### МХЕ „Света Петка”
| Локација                   | Островица — Сићевачка клисура |
| Држава у којој је основана | Краљевина Србија |
| Оснивач                    | Начелство Нишког округа |
| Пуштена у рад              | 24. децембара 1903. |
| Тип бране                  | Бетонски праг у реци |
| Висина                     | 4 метра |
| Укупна снага турбина       | 3 турбине од 220 kW — укупно 660 kW - Две Францис турбине – произвођач „M. Voith Heidenheim“ - 1908 - Једна Пелтон турбина - „произвођач M. Voith Heidenheim“ - 1931                                  |
| Генератори                 | 3 генератора наизменичне трофазне струје од 200 kW — укупне снаге 600 kW - Два генератор -произвођача „Siemens-Schuckert Werke“ Wien -1908 - Један генератор - произвођач „Siemens-Schuckert“ - 1927. |
| Инсталисани проток         | 10,5 метара кубних по секунди |
| Могућа годишња производња  | 3,10 GWh |

На овој хидроелектрани није било значајнијих радова, осим сређивања машинске зграде и околног дворишног простора, који су изведени поводом обележавања сто
година рада електране (2003).

### МХЕ „Гамзиград”
| Локација                   | Гамзиградска Бања |
| Држава у којој је основана | Краљевина Србија |
| Оснивач                    | Фирма „Урош Милошевић и синови“ |
| Пуштена у рад              | 1. новембра 1909. |
| Тип бране                  | Бетонска |
| Грађевинска висина         | 6 m |
| Водоток                    | Црни Тимок |
| Слив                       | Тимок |
| Инсталисани проток         | 4,20 m3/s |
| Инсталисана снага          | 0,22 MW |
| Турбине                    | Две Francis турбине, произвођача „Ј. M. Voith St. Polten Ganz“ инсталисане 1909. и 1921. године                                     |
| Генератори                 | Два генератора трофазне наизменичне струје, произвођача „Siеmens-Schuckert Werke Wien“ инсталисана 1909. и 1921. - снага: по 112 kW |
| Могућа годишња производња  | 1,00 GWh |
| Напомена                   | Турбина и генератор инсталисани 1909, демонтиран су 1924. године                                                                    |

У кругу хидроелектране саграђен је 1992. године савремени наставно-5образовни и рекреациони објекат, за потребе одржавања пословнихи стручних скупова, одмора ирекреације радника. У дворишту хидроелектране налазе се бронзане бисте два српска великана у области електричне енергије – Николе Тесле и Ђорђа Станојевића.
Поводом јубилеја, стогодишњице рада, 2009. године на МХЕ „Гамзиград“ изведени су неопходни радови. Тада су и дограђене нове трансформаторске станице и извршено развођење високог напона.

### МХЕ „Моравица”
| Локација                   | Ивањица                                                                                                  |
| Држава у којој је основана | Краљевина Србија                                                                                         |
| Оснивач                    | Акционарско електрично-индустријско друштво у Ивањици                                                    |
| Пуштена у рад              | 19. децембра 1911.                                                                                       |
| Тип бране                  | Гравитационо-лучна                                                                                       |
| Грађевинска висина         | 17 m |
| Водоток                    | Моравица                                                                                                 |
| Слив                       | Западна Морава                                                                                           |
| Инсталисани проток         | 2,50 m3/s                                                                                                |
| Инсталисана снага          | 0,16 MW                                                                                                  |
| Турбине                    | Francis турбина, произвођача „Ј. M. Voith Heidenheim“ (1911)                                             |
| Генератори                 | Генератор трофазне наизменичне струје, произвођача „Siemens-Schuckert Werke Wien“ (1911) - снага: 160 kW |
| Могућа годишња производња  | 1,40 GWh                                                                                                 |

### МХЕ „Врело”
| Локација                   | Перућац |
| Држава у којој је основана | Краљевина Југославија |
| Оснивач                    | Б. Баштанска индустријска банка |
| Пуштена у рад              | 12. март 1927. |
| Тип бране                  | Ниска гравитациона преграда са бочним захватом и табластим затварачем                                                              |
| Грађевинска висина         | 2,1 m |
| Водоток                    | Перућачко врело |
| Слив                       | Дрина |
| Инсталисани проток         | 2,25 m3/s |
| Инсталисана снага          | 0,06 MW |
| Турбине                    | Francis турбина, произвођача „Ganz Danubius Budapest“ (1927)                                                                       |
| Генератори                 | Генератор трофазне наизменичне струје, произвођача „Ganz“ (1927) - снага: 60 kW                                                    |
| Могућа годишња производња  | 0,48 GWh |
| Напомена                   | Године 1985/86. извршена је репарација и модернизација електромашинске опреме и монтиран је генератор произвођача “Sever Subotica” |

### МХЕ „Јелашница”
| Локација                   | Врање, Бесна Кобила                                                                     |
| Држава у којој је основана | Краљевина Југославија                                                                   |
| Оснивач                    | „Акционарско електрично друштво“ из Врања                                               |
| Пуштена у рад              | 1928.                                                                                   |
| Тип бране                  | Бетонска                                                                                |
| Грађевинска висина         | -                                                                                       |
| Водоток                    | Јелашнице                                                                               |
| Слив                       | Јужна Морава                                                                            |
| Инсталисани проток         | 0,42 m3/s                                                                               |
| Инсталисана снага          | 0,40 MW                                                                                 |
| Турбине                    | Две Pelton турбине, произвођача „Ј. M. Voith Heidenheim“ (1928)                         |
| Генератори                 | Два генератора трофазне наизменичне струје, произвођача „AEG“ (1928) - снаге по 200 kVA |
| Могућа годишња производња  | 2 GWh                                                                                   |

Занимљиво је да је на реци Јелашници била изграђена још једна хидроелектрана (километар и по низводно од места данашње хидроелектране), 1914. године. Према записима, радила је само 24 сата – јер је сутрадан по пуштању у погон уништена услед изненадних ратних дејстава на самом почетку Првог светског рата. Ова хидроелектрана никада није била обновљена.

### МХЕ „Турица”
| Локаација                  | Ужице                                                                                   |
| Држава у којој је основана | Краљевина Југославија                                                                   |
| Оснивач                    | Акционари Ткачке радионице у Ужицу                                                      |
| Пуштена у рад              | 1. јануара 1929.                                                                        |
| Тип бране                  | Бетонска                                                                                |
| Грађевинска висина         | 18,9 m                                                                                  |
| Водоток                    | Ђетиња                                                                                  |
| Слив                       | Западна Морава                                                                          |
| Инсталисани проток         | 2 m3/s                                                                                  |
| Инсталисана снага          | 0,32 MW                                                                                 |
| Турбине                    | Две Francis турбине, произвођача „Fritz Neumeyer Johte Werk“ (1929)                     |
| Генератори                 | Два генератора трофазне наизменичне струје, произвођача „AEG“ (1929) - снага: по 200 kW |
| Могућа годишња производња  | 1,95 GWh                                                                                |

### МХЕ „Сићево”
| Локаација                  | Сићево, Сићевачка клисура |
| Држава у којој је основана | Краљевина Југославија |
| Оснивач                    | Општина Ниш |
| Пуштена у рад              | 1931. |
| Тип бране                  | Бетонска |
| Висина                     | 4 метра |
| Инсталисана снага          | 1,35 MW |
| Турбине                    | Три Francis турбине, произвођача „Ј. M. Voith Heidenheim“ (1931 и 1938) |
| Генератори                 | Два генератора трофазне наизменичне струје, произвођача „Siemens-Schuckert Werke Wien“ (1931) - снага: по 352 kW Један генератор трофазне наизменичне струје, произвођача „Brоwn, Boveri & Co.“ Mannheim (1938) - снага: 644 kW |
| Инсталисани проток         | 20 метара кубних по секунди |
| Могућа годишња производња  | 3,70 GWh |

### МХЕ „Темац”
| Локација                   | Темска |
| Држава у којој је основана | Краљевина Југославија |
| Оснивач                    | Индустријалци Димитрија Младеновић Гага и Браћа С. Цекић. |
| Пуштена у рад              | 12. април 1940. (5. август 1940. године, када је хидроелектрана званично добила дозволу за рад.)                                                                |
| Тип бране                  | Бетонска праг у кориту |
| Висина                     | 5 метара |
| Инсталисана снага          | 0,78 MW |
| Турбине                    | Три Francis турбине, произвођача „Ј. M. Voith Heidenheim“ (1940, 1945, 1953)                                                                                    |
| Генератори                 | Три генератора трофазне наизменичне струје, снаге - 400 kW, произвођача „Ganz“ (1940) - 224 kW, произвођача „AEG“ (1945) - 128 kW, произвођача „Siemens“ (1953) |
| Инсталисани проток         | 4,65 метара кубних по секунди |
| Могућа годишња производња  | 2,50 GWh |

## Мале хидроелектране Електропривреде Србије изграђене у СФР Југославији
| Назив              | Локација          | Водоток        | Пуштена у рад | Инсталирана снага |
| ------------------ | ----------------- | -------------- | ------------- | ----------------- |
| МХЕ Соколовица     | Зајечар           | Велики Тимок   | 1948.         | 5.200 kW          |
| МХЕ Исток          | Исток             | Исток          | 1948.         | 56 kW             |
| МХЕ Овчар Бања     | Овчар Бања        | Западна Морава | 1948.         | 5.800 kW          |
| МХЕ Сељашњица      | Пријепоље         | Сељашница      | 1952.         | 130 kW            |
| МХЕ Сокоља         | Сокоља            | Рибница        | 1952.         | 1000 (300) kW     |
| МХЕ Сопоћани       | Сопоћани          | Рашка          | 1954.         | 800 kW            |
| МХЕ Диканце        | Диканце           |                | 1956.         | 140 kW            |
| МХЕ Кратовска река | Прибој            |                |               |                   |
| МХЕ Радаљска Бања  | Мали Зворник      | Радаљска река  | 1994.         | 160 КW            |
| МХЕ Међувршје      | Међувршје — Чачак | Западна Морава |               | 6,3 kW            |